# North Wingfield
North Wingfield – wieś w Anglii, w hrabstwie Derbyshire, w dystrykcie North East Derbyshire. Leży na wschodnim brzegu rzeki Rother, 30 km na północ od miasta Derby i 205 km na północny zachód od Londynu. Miejscowość liczy 6318 mieszkańców.